# Eschweiler (Duitsland)

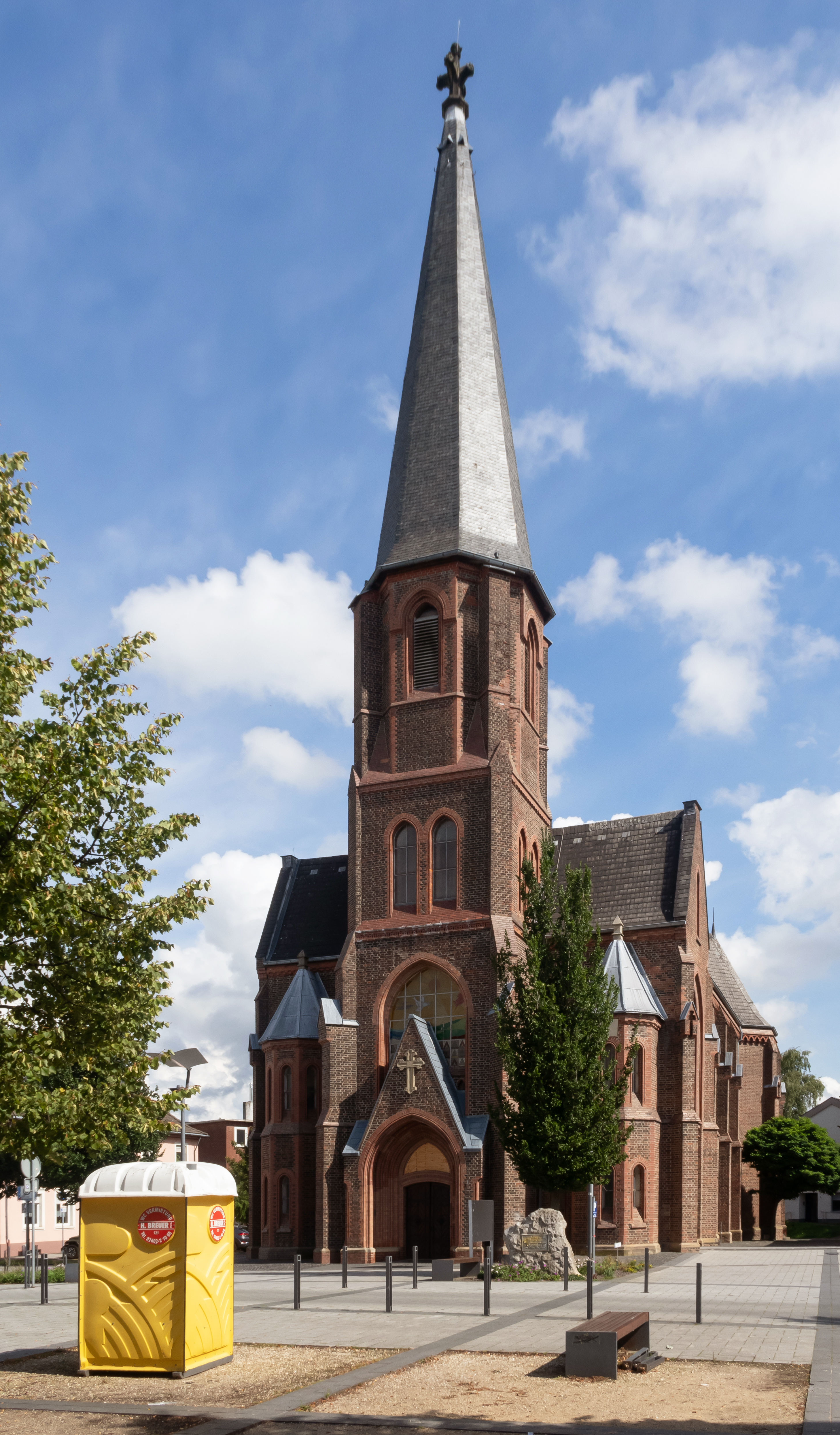
Kerk: Dreieinigkeitskirche

Eschweiler (Aachen) is een stad in de Duitse deelstaat Noordrijn-Westfalen, gelegen in de Stadsregio Aken. De stad telt 56.172 inwoners (31 december 2020) op een oppervlakte van 75,88 km². Naburige steden zijn Aken, Alsdorf, Aldenhoven, Inden, Langerwehe, Stolberg en Würselen.

## Stadsdelen

Stadsdelen van Eschweiler

| - Altstadt - Aue - Bergrath - Bohl - Dürwiß - Fronhoven - Hastenrath - Hehlrath - Hücheln | - Innenstadt met Eschweiler-Ost - Kinzweiler - Klee Oepe - Neu-Lohn - Nothberg - Pumpe - Röhe - Röthgen - Scherpenseel | - Siedlung Waldschule - St. Jöris - Stich - Vöckelsberg - Volkenrath - Weisweiler - Wilhelmshöhe |

## Industriële geschiedenis
Eschweiler was de geboorteplaats van de Duitse Industriële revolutie en draagt de titel "Wiege des Rheinischen Bergbaus" ("wieg van de Rijnlandse mijnbouw").
Eschweiler is gesitueerd in het Indedal, dat net als het ernaast gelegen Wormdal een diep uitgesleten rivierdal vormt, waardoor verschillende bodemschatten er aan de oppervlakte komen, zoals bruinkool, steenkool, kalksteen, kwartszand en ijzer-, lood- en zinkerts. Door deze rijkdom aan bodemschatten en de ruime beschikbaarheid van water was het gebied reeds bij de Kelten en Romeinen in trek en was er brons-, ijzer- en glasnijverheid gevestigd.
In de akte "Koylberg zu Eschwylre" ("Koolberg bij Eschweiler") uit 1394 is er voor het eerst officieel sprake van de kolenmijnbouw die zo belangrijk zou worden voor de regio (de monding van de Inde is gelegen tussen de Eschweiler Kohlberg in het noordoosten en de Münsterkohlberg in het zuidwesten). Aanvankelijk wordt de steenkool in dagbouw gewonnen (door middel van pingenbouw); vanaf circa 1600 worden met de inbedrijfname van door waterkracht gedreven grondwaterpompen (de zogenaamde "roskunst" of "herenkunst") de overgang naar ondergrondse stollenbouw mogelijk.
In 1794 wordt de eerste stoommachine van Duitsland geplaatst om de door waterkracht aangedreven grondwaterpompen te vervangen en wordt de overgang naar diepbouw mogelijk. Niet veel later is de regio voorzien van een dicht spoorwegennet en is de Industriële Revolutie in Duitsland een feit. Van belang hierbij is de oprichting van de "Eschweiler Bergwerks-Verein" EBV in 1834, die in de verdere loop van de geschiedenis de steenkoolwinning in het Akense steenkoolbekken steeds meer zou gaan domineren.
Vanaf 1850 verplaatst het centrum van de zware industrie en de mijnbouw zich van de regio rond Eschweiler naar het Ruhrgebied wegens het gebrek aan aansluiting op een bevaarbare rivier. Belangrijke industriëlen zoals de familie Thyssen trekken daarbij weg uit Eschweiler.
Eschweiler zou vanaf de industriële periode tien steenkolenmijnen binnen haar gemeentegrenzen tellen, naast drie zinkfabrieken. Vanaf de 20e eeuw wordt er daarnaast in grootschalige dagbouw bruinkool gewonnen, waarvoor acht complete stadswijken wegens afgravingen moesten worden verplaatst. In 1987 werd de bruinkoolwinning van een grote groeve beëindigd, waarna men de krater liet vollopen met grondwater waardoor het honderd hectare grote en zesenveertig meter diepe kunstmatige meer Blausteinsee ontstond.
Tegenwoordig is er in Eschweiler nog staal-, kalk-, petrochemische- en farmaceutische industrie gevestigd, naast de grote elektriciteitscentrale Weisweiler en een vuilverbrandingsoven.

## Geboren
- Heinrich Boere (1921-2013), Nederlands SS'er, nazi-collaborateur en oorlogsmisdadiger
- Michael Pfeiffer (1925-2018), voetballer en voetbalcoach
- Sascha Klein (1985), schoonspringer
- Ba-Muaka Simakala (1997), voetballer

## Verkeer en vervoer
Spoorwegstations:
- Eschweiler Hauptbahnhof
- Station Eschweiler Talbahnhof
- Station Eschweiler-Aue
- Station Eschweiler-Nothberg
- Station Eschweiler-St. Jöris
- Station Eschweiler-Weisweiler
- Station Eschweiler-West

Voormalige tramlijn:
Van de jaren 1930 tot 1969 liep de Akense tramlijn 22 door Eschweiler. Deze begon in Weisweiler en liep via Eschweiler, Atsch, Eilendorf en had zijn eindpunt aan de tramlijn Aken - Vaals.

## Afbeeldingen

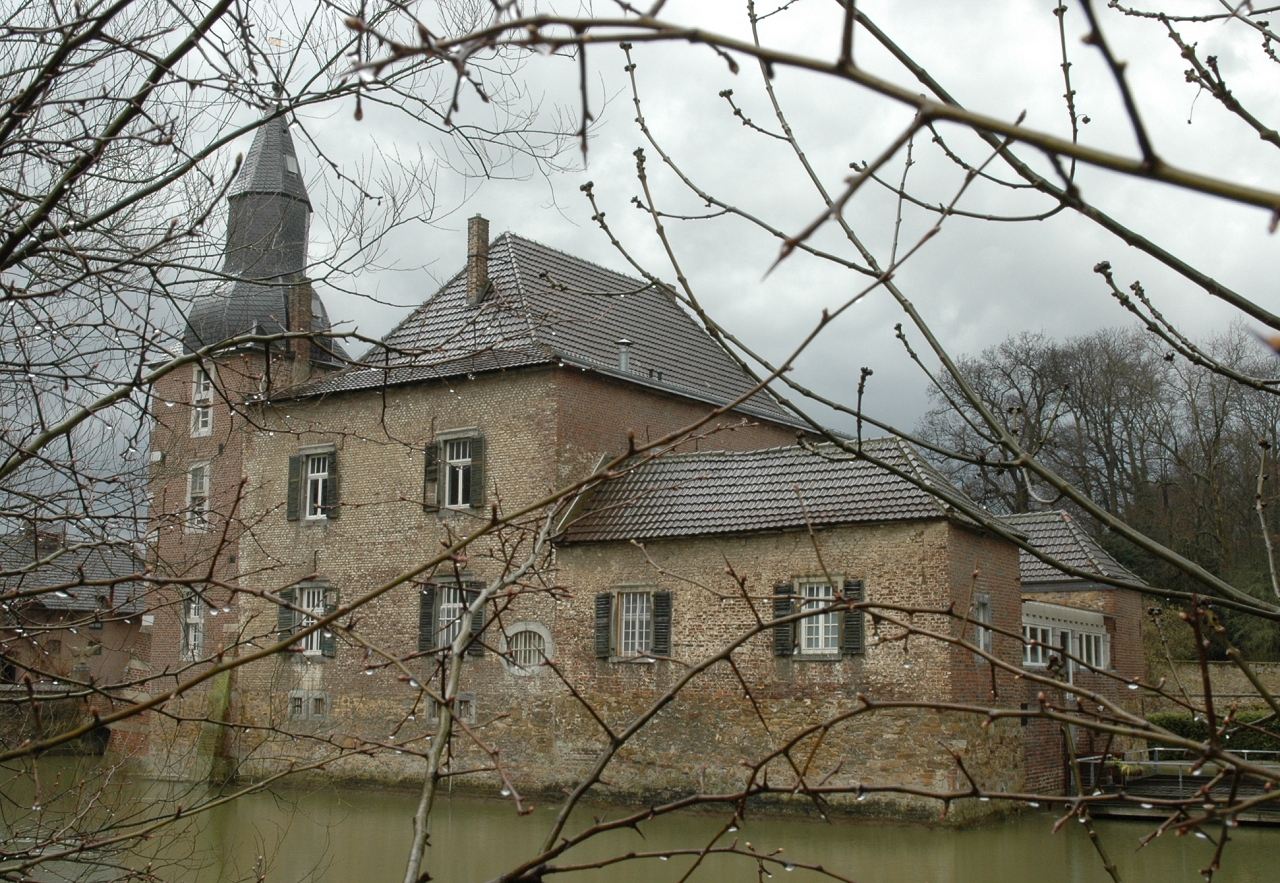
Burcht van Kambach
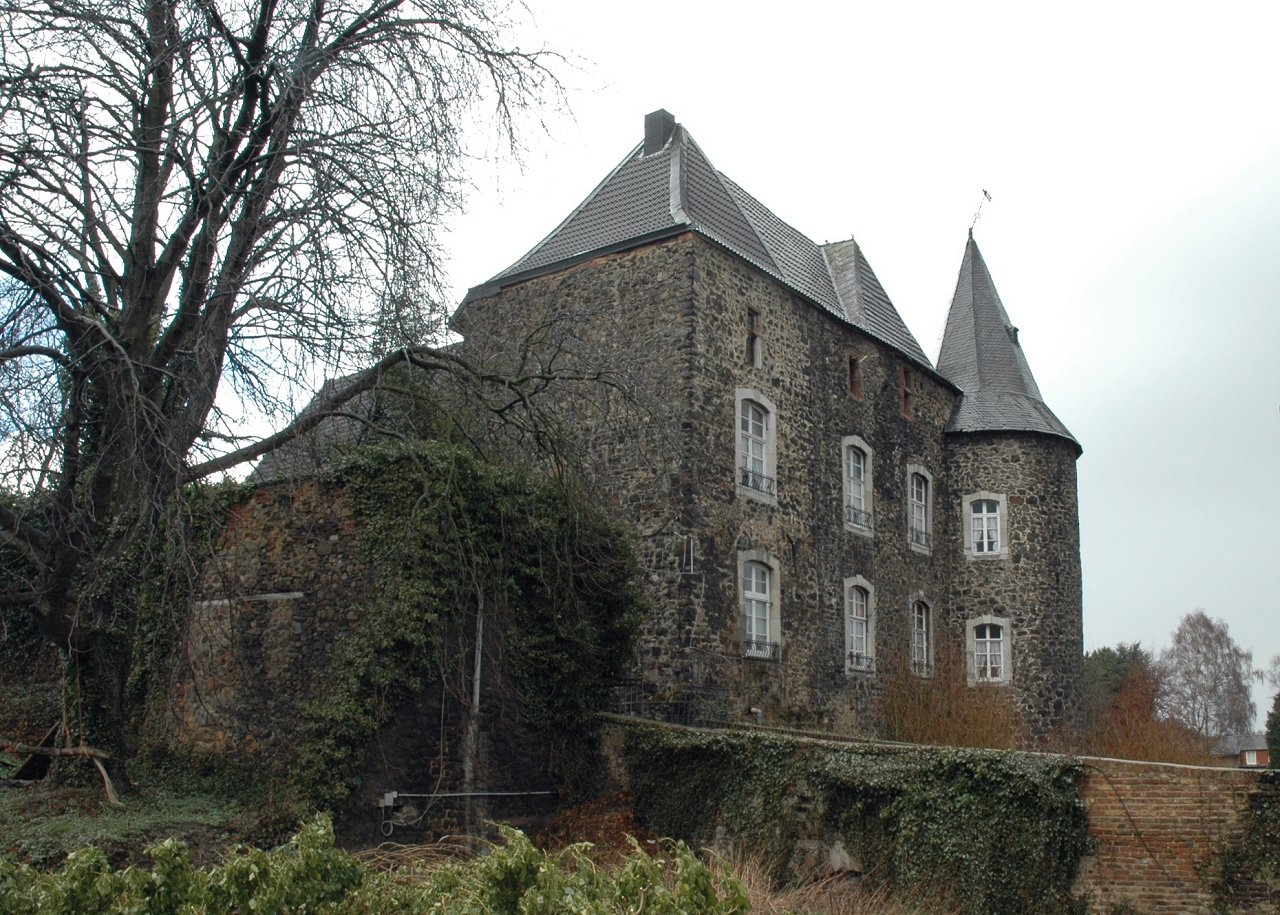
Burcht van Röthgen
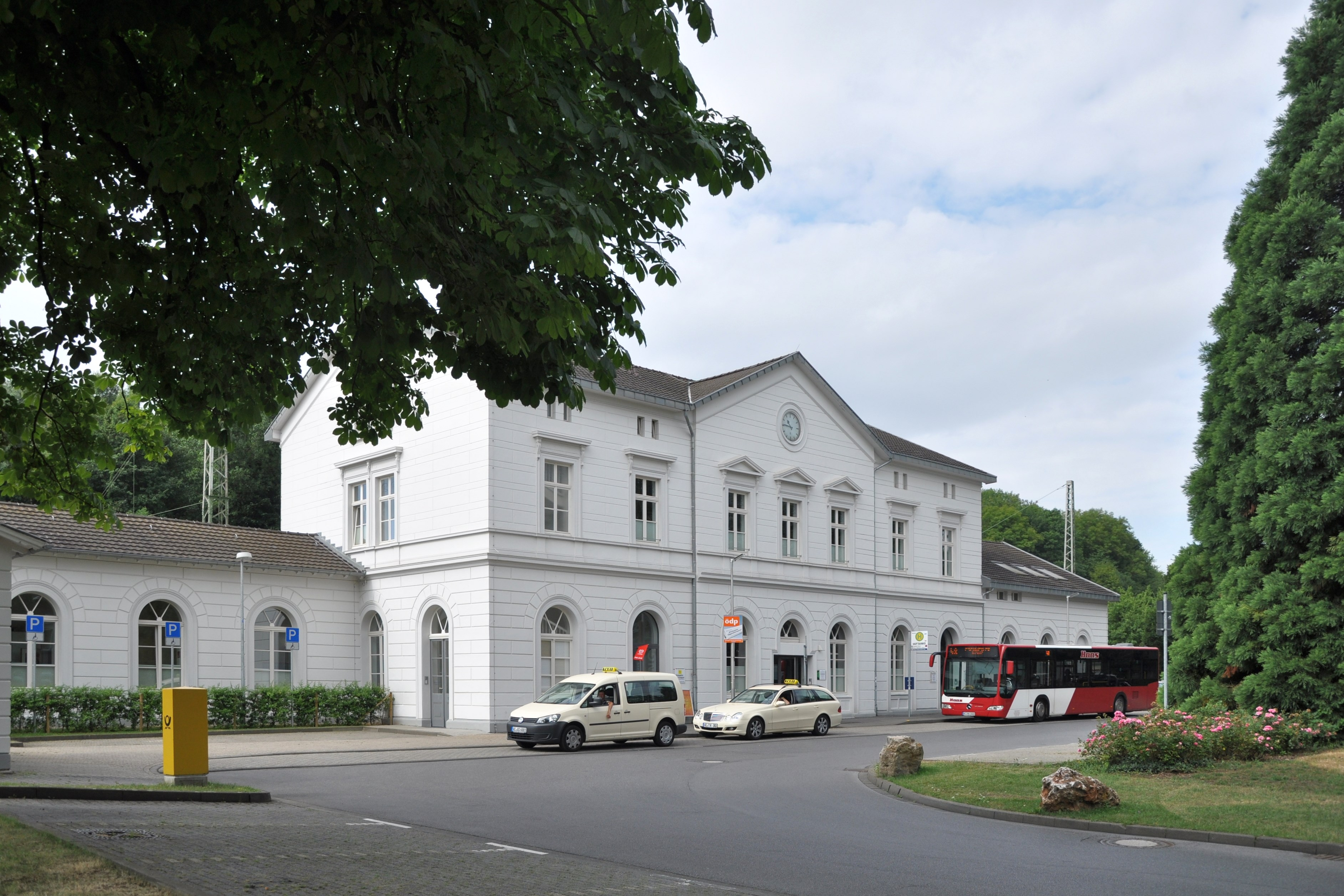
Eschweiler Centraalstation
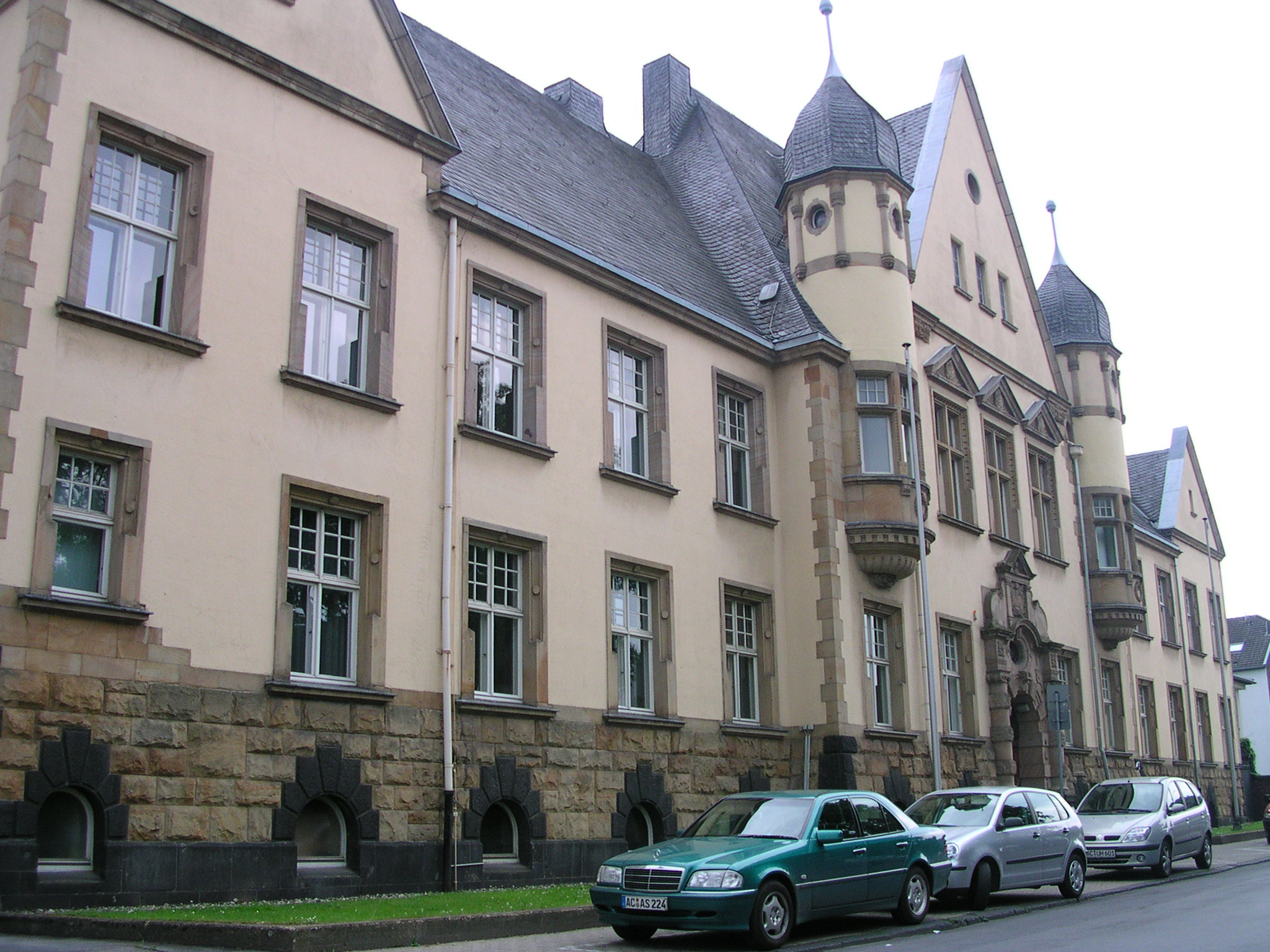
Rechtbank van Eschweiler
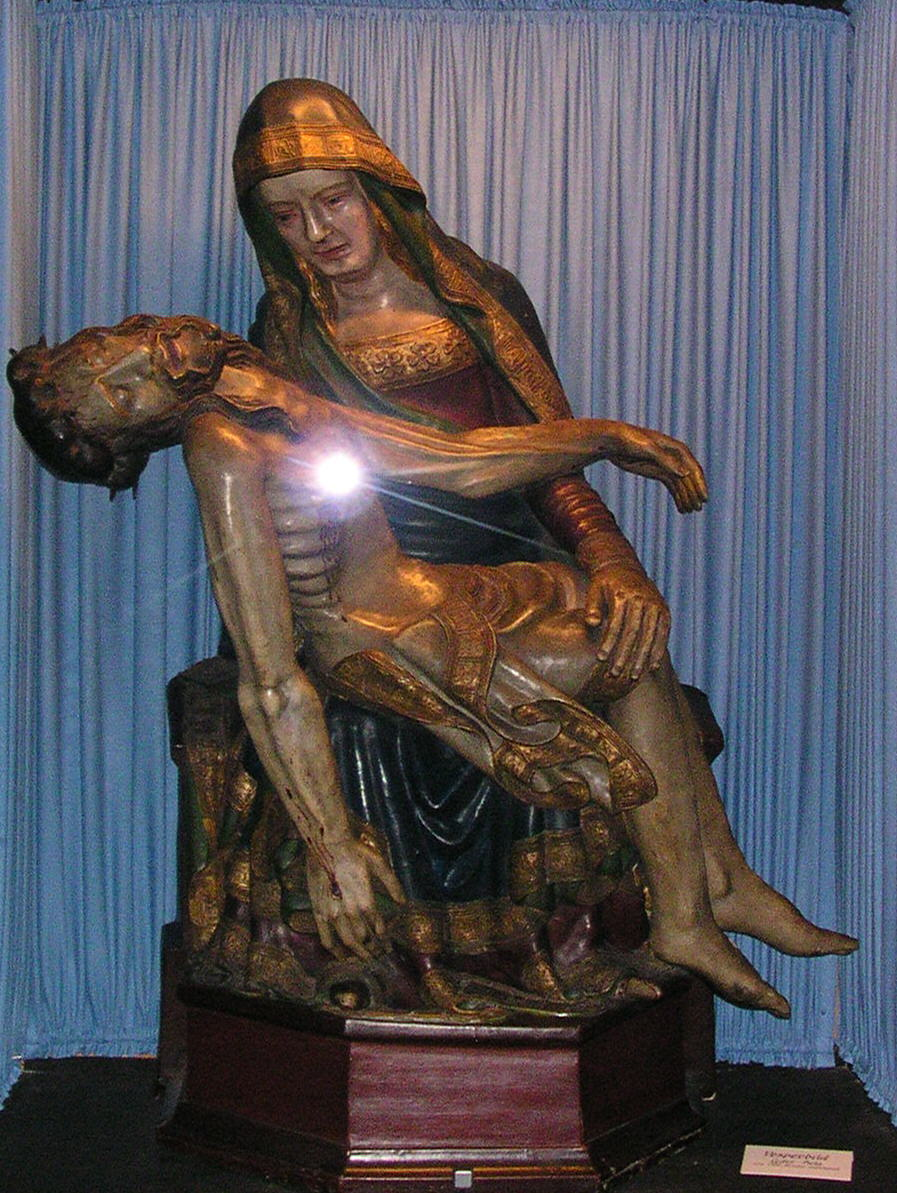
De Leerpiëta